# Lepa gora
Pour les articles homonymes, voir Lepa (homonymie).
La Lepa gora (en serbe cyrillique : Лепа гора) est une montagne du sud-est de la Serbie. Elle culmine à 1 163 m d'altitude au pic du Požar.

## Géographie
La Lepa gora est située à l'ouest de Blace, au nord-ouest de Kuršumlija et au sud-est de Brus. Elle est bordée par la rivière Toplica et, au-delà, par les monts Vidojevica et Sokolovica à l'ouest, par les monts Kopaonik à l'est et au sud, par le Željin au nord-ouest et par le Veliki Jastrebac au nord-est.